# Schloss Eisenbach

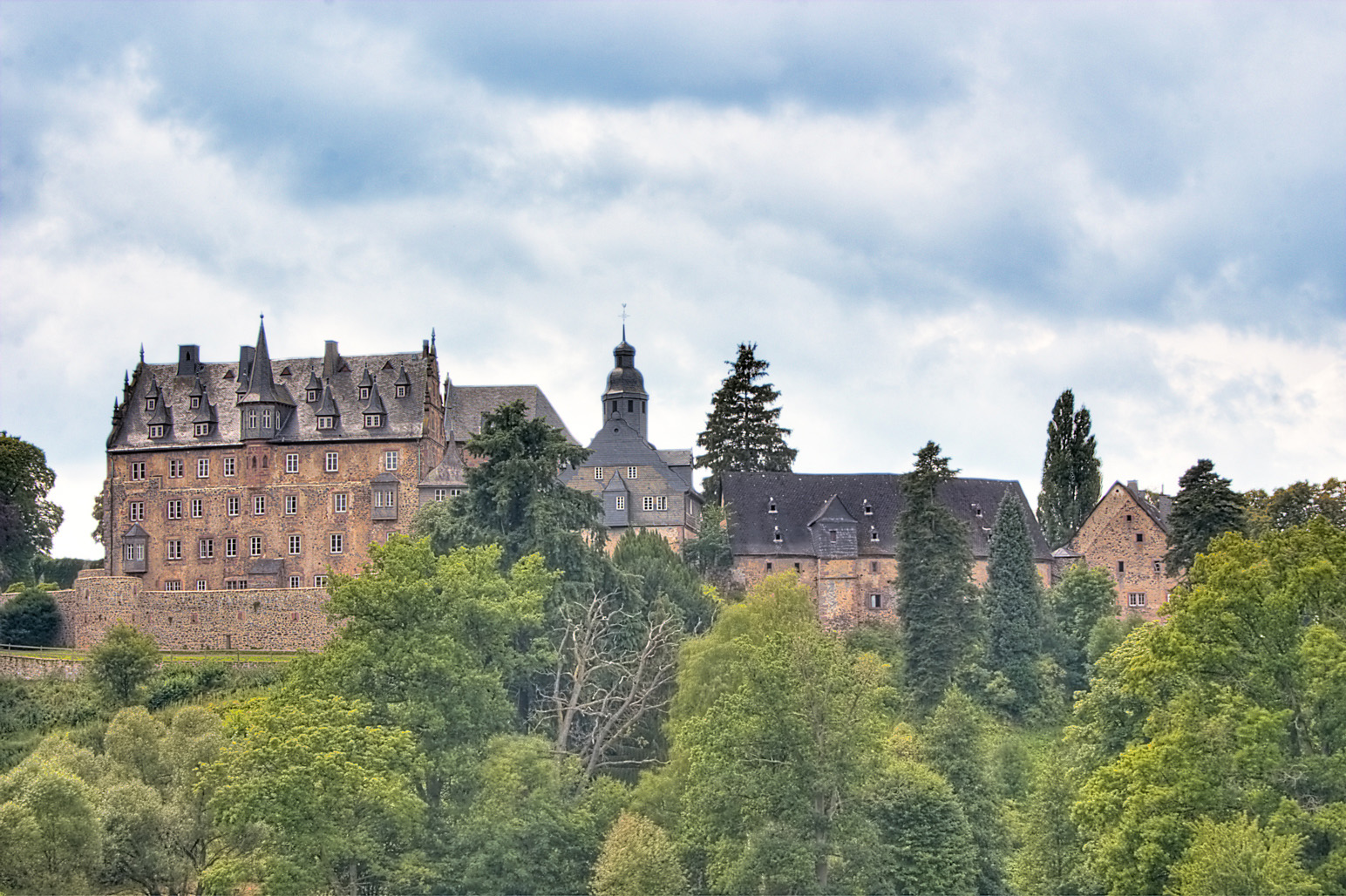
Blick auf die Burganlage von Osten (B 275)

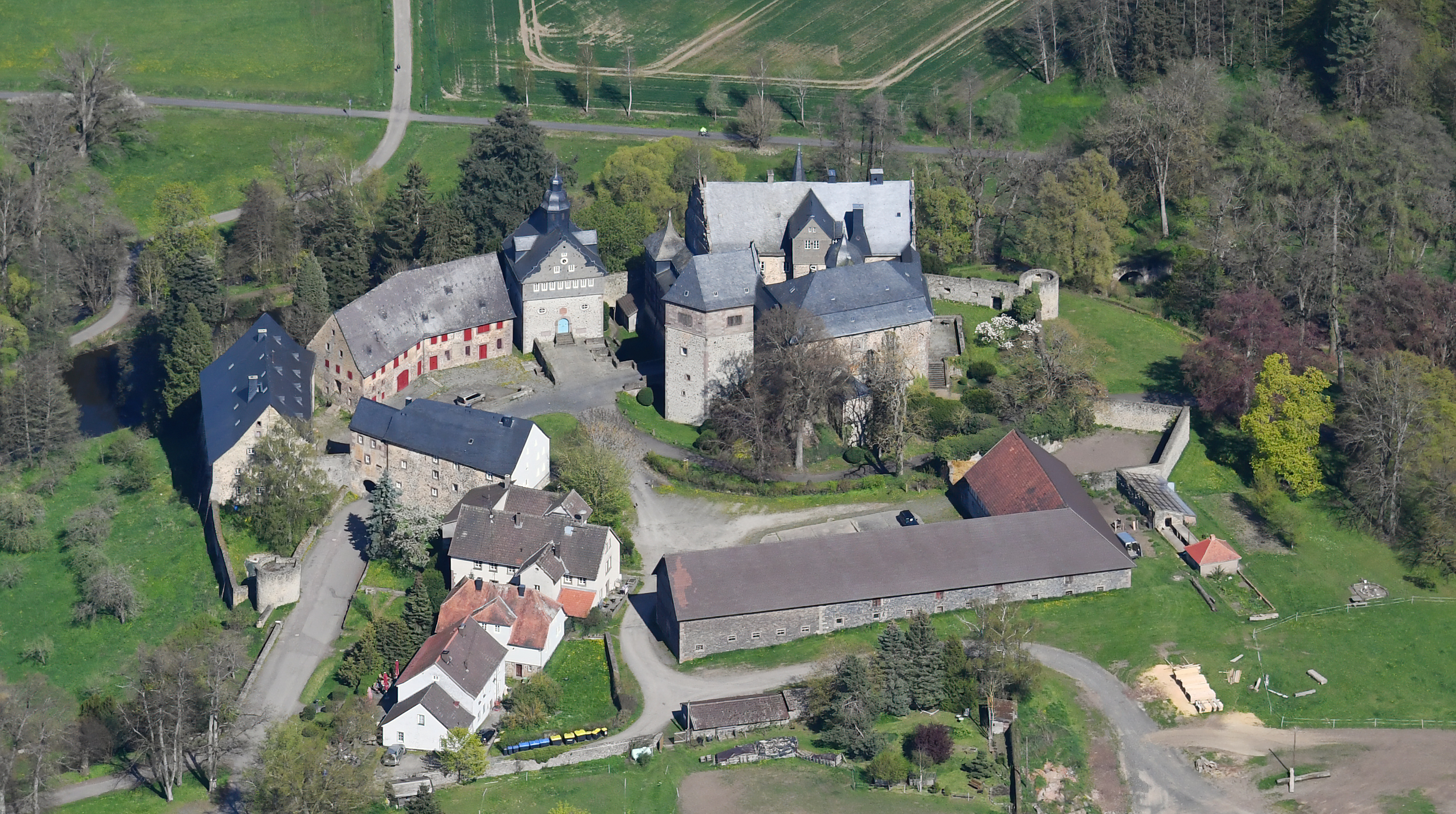
Schloss Eisenbach von Westen aus der Luft gesehen

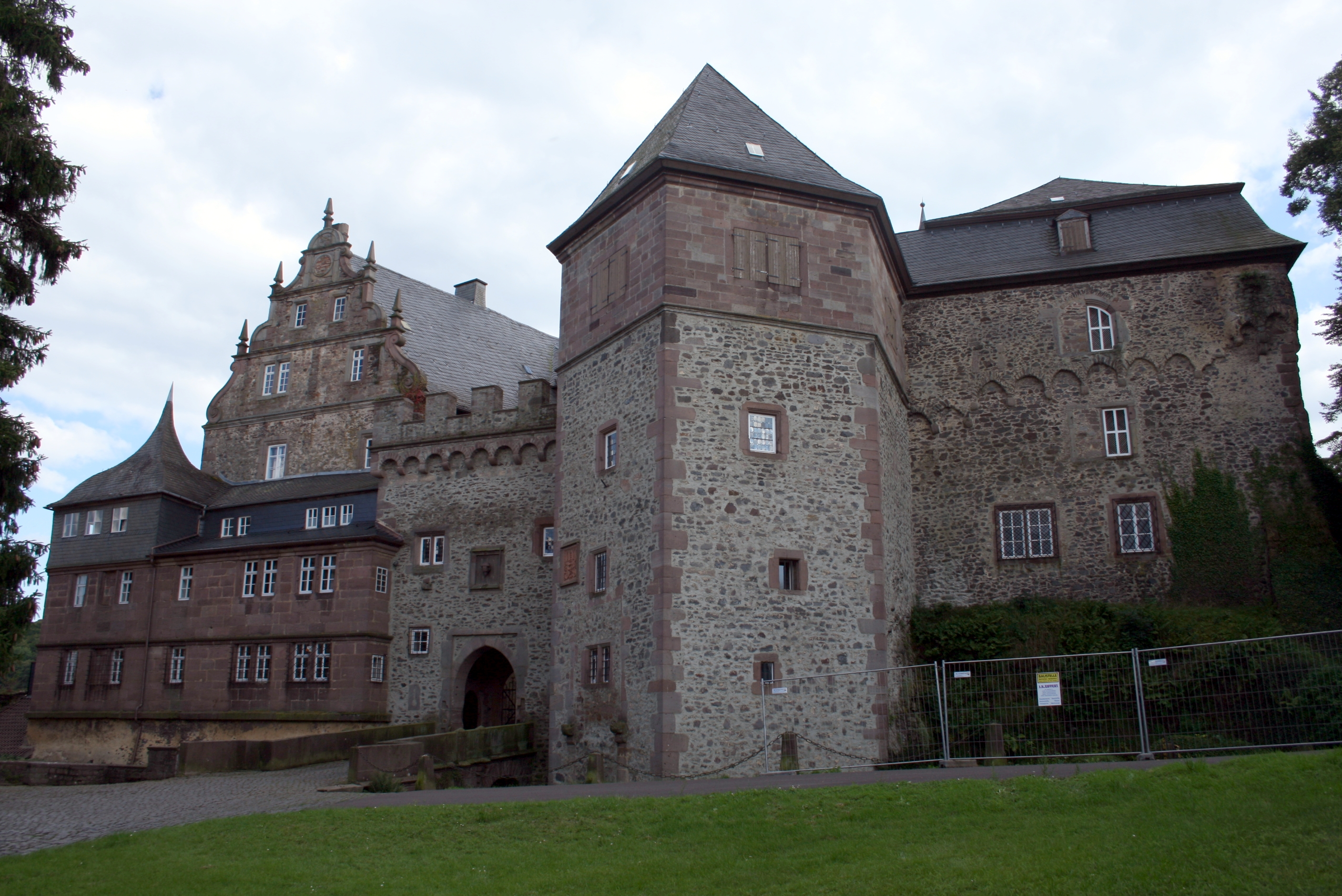
Hauptburg mit fünfeckigem Bergfried

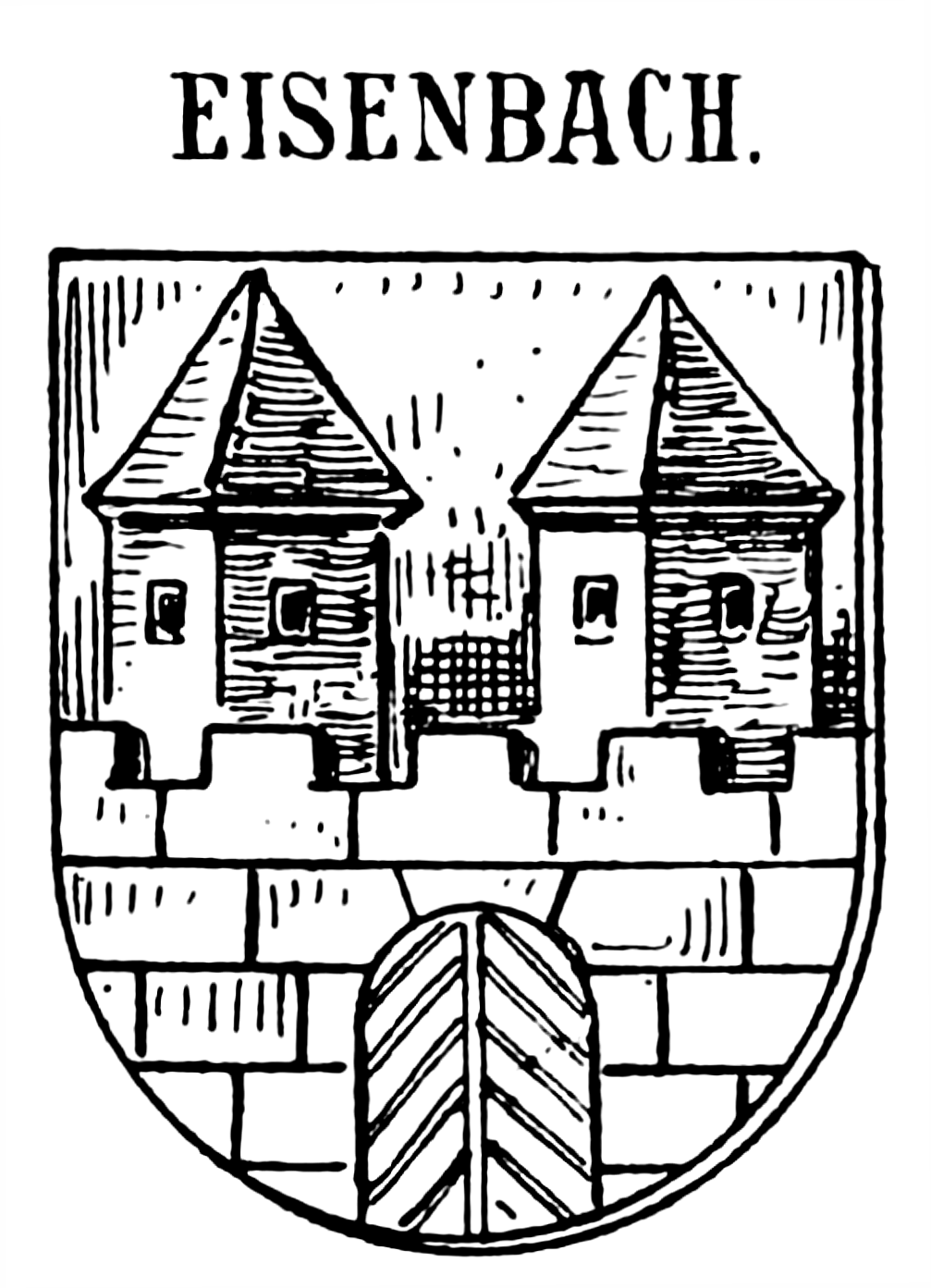
Wappen der Ritter von Eisenbach in Siebmachers Wappenbuch

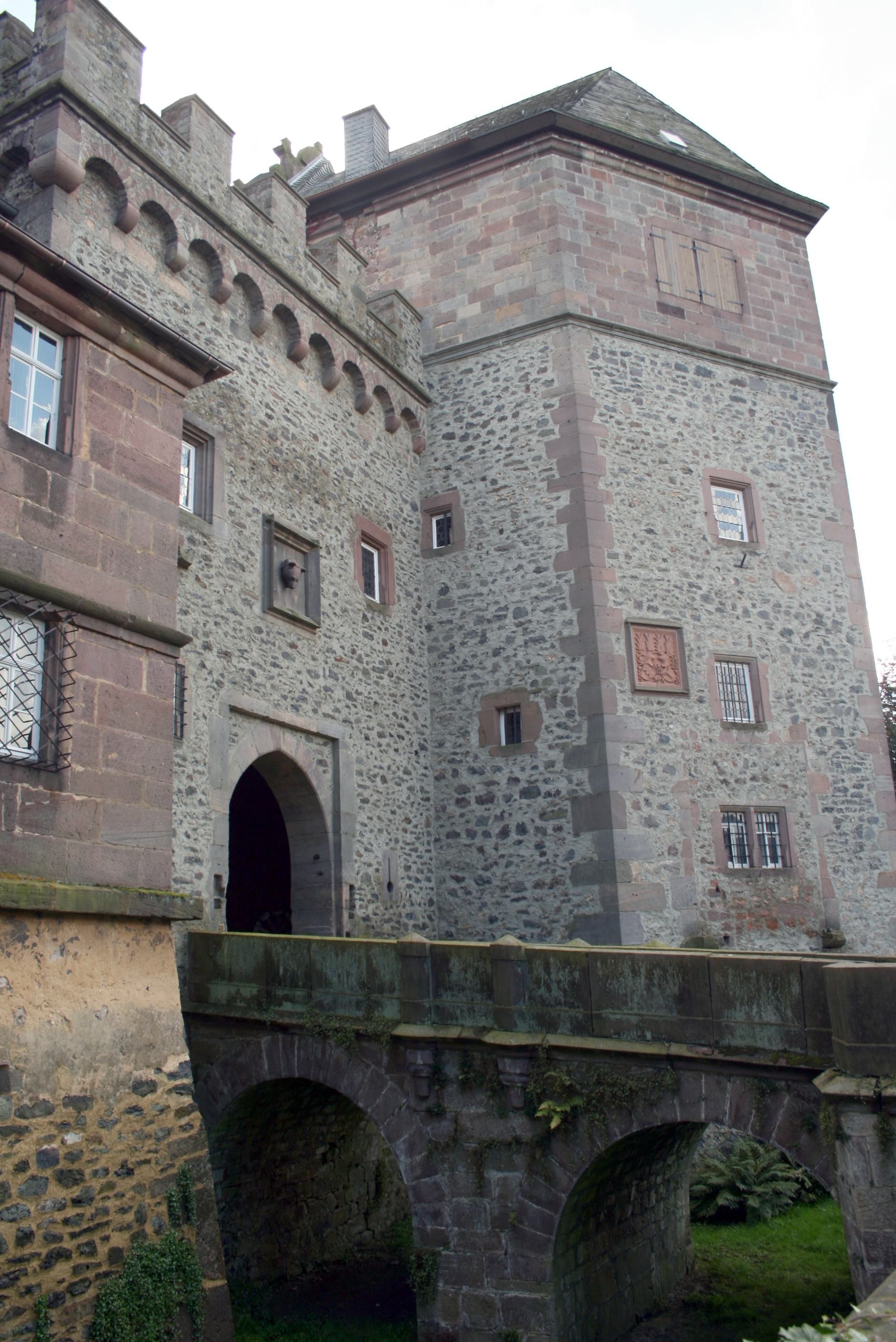
Blick auf das Eingangsportal, Wohnturm (Bergfried) mit Allianzwappen

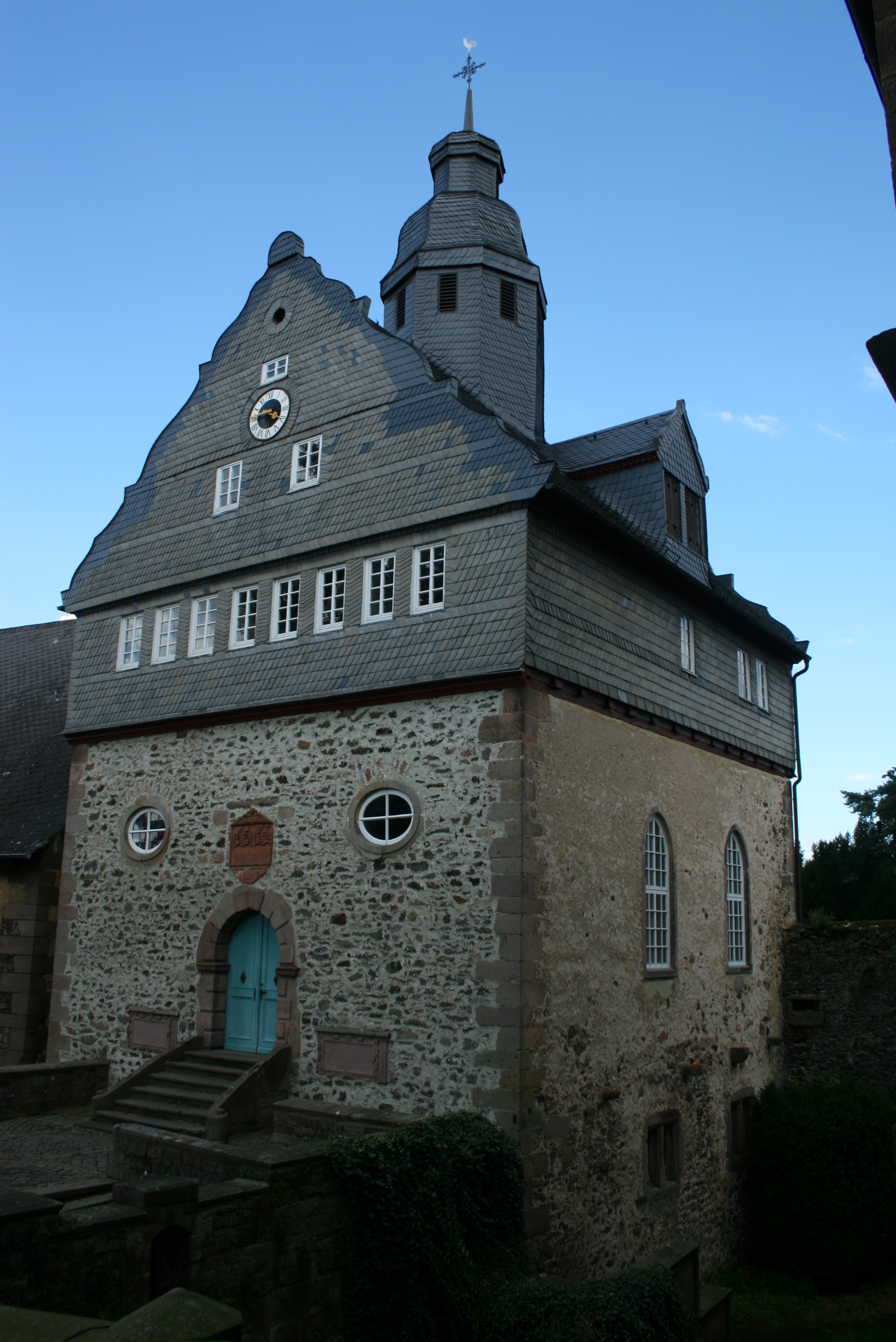
Die Schlosskirche

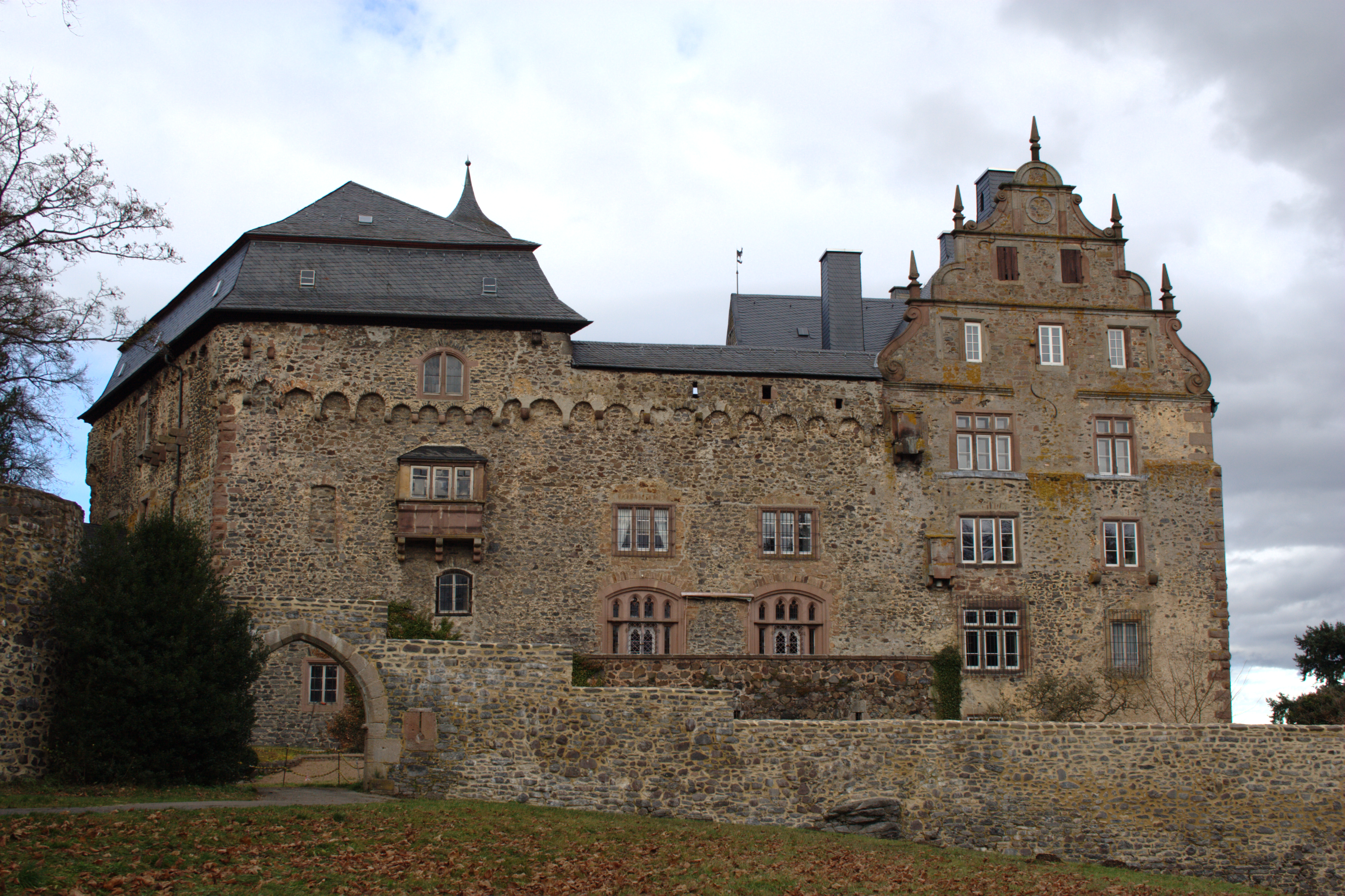
Südseite

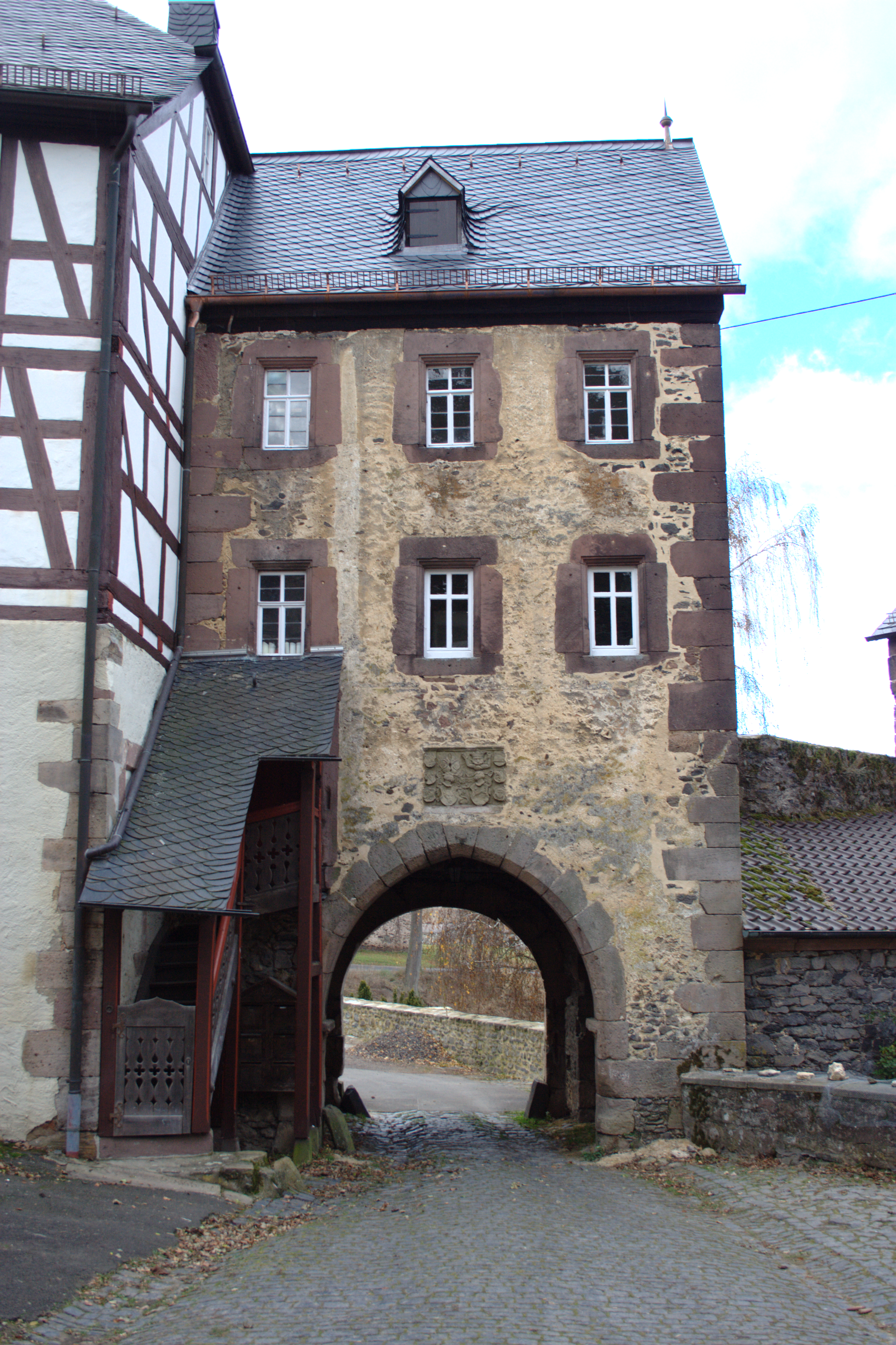
Tor der Vorburg von innen

Schloss Eisenbach ist eine 1217 erstmals urkundlich erwähnte Anlage, die rund drei Kilometer südlich von Lauterbach im Vogelsbergkreis am Nordostrand des Vogelsberges liegt. Das Schloss wird auch als „Wartburg Oberhessens“ bezeichnet.

## Lage
Das Schloss befindet sich etwa 1,8 km südöstlich des Lauterbacher Ortsteils Frischborn am Eisenbach, einem Zufluss der Lauter, und ca. 3,7 km südlich der Kreisstadt Lauterbach. Der Vulkanradweg führt am Fuße der Anlage unmittelbar am weitläufigen Schlosspark vorbei. Vom Radwanderweg, Teilstück Glauburg – Schlitz hat man einen guten Blick auf die Gesamtanlage des Schlosses.

## Geschichte
Die Burg zu Eisenbach wurde vermutlich als Straßensicherungsburg durch die Grafen von Ziegenhain als Obervögte des Stiftes Fulda um oder vor 1200 erbaut und den Rittern von Eisenbach zu Lehen gegeben. Die Burg wurde 1217 unter Cunradus de Isenbach in den hanauischen Urkunden erstmals erwähnt, dann aber schon 1269 vom Fuldaer Fürstabt Bertho II. von Leibolz im Zuge seines Kampfes gegen das Raubrittertum zerstört (Fuldische Stiftsfehde). Der Lehnsritter Eisenbach baute es innerhalb von zehn Jahren wieder auf. Nachdem die Eisenbacher 1429 ausgestorben waren, erhielt Hermann Riedesel (der „Goldene Ritter“) das Lehen. Die Burgherren nannten sich nunmehr Riedesel zu Eisenbach. 1432 wurden sie landgräflich hessische Erbmarschälle. Bei späteren Teilungen der Riedesel in verschiedene Linien blieb Eisenbach immer gemeinsamer Besitz. Zwei der Linien bauten die Burg im 16. Jahrhundert zu einem Schloss aus. Durch seine Schlüsselstellung bei der Einführung der lutherischen Reformation erhielt Schloss Eisenbach den volkstümlichen Beinamen „Oberhessische Wartburg“. Hermann IV. Riedesel zu Eisenbach hatte durch seine Verbindung zum Landgrafen von Hessen bei einer Begegnung mit Luthers Mitreformator Philipp Melanchthon den lutherischen Glauben angenommen und damit 1527 im Junkerland Riedesel die Reformation eingeführt. Die Riedesel zu Eisenbach wurden 1680 von Kaiser Leopold in den Freiherrenstand erhoben.

## Baugeschichte
Die Schlossanlage in ihrer heutigen Form stammt aus dem 16. Jahrhundert. Sie besteht aus einer vierflügeligen Kernburg, einem westlich vorgelagerten Wirtschaftshof mit Kapelle, Scheune, Wohnbau, Torbau und weiteren Wirtschaftsgebäuden und zwei westlich und nordwestlich vor der Burg liegenden Gutshöfen (umgewidmete Vorwerke). Die Burg, respektive das heutige Schloss, nimmt einen Bergsporn im Lautertal ein und fungierte als Talsperre. Von der ursprünglichen Burg sind neben der Ringmauer der fünfeckige Bergfried und Mauerteile in der Kernburg erhalten. Am Torturm, einem Treppenturm, befindet sich das Allianzwappen (Riedesel-Boyneburg) vom Ende des 16. Jahrhunderts. Nach Dehio stammt der Turm von 1586. Durch einen Torbau von 1557 betritt man den Hof der Vorburg, den talseitig Wirtschaftsbauten von 1559 bis 1587 begrenzen.
Zwischen diesem und der Hauptburg liegt die Kapelle, ein Neubau von 1671 bis 1675 auf gotischem Unterbau und mit verschiefertem Wohnobergeschoss. Es war der erste Kirchenbau dieser Gegend mit rein protestantischer Anordnung im Innern, mit Emporen auf drei Seiten und einer reich geschnitzten Altarkanzel aus dem Jahre 1674, eine der wenigen Kanzeln dieser Art in Oberhessen. Sie wurde von Kaspar Wiedemann im sogenannten „Knorpel- oder Ohrmuschelstil“ gebaut. In den Nischen der Kanzel stehen die vier Evangelisten. Den krönenden Abschluss bildet Christus als Retter der Welt. Sehenswert sind auch der spätgotische Taufstein sowie Reste qualitätsvoller Wandfresken an der Ostwand aus der Mitte des 15. Jahrhunderts.

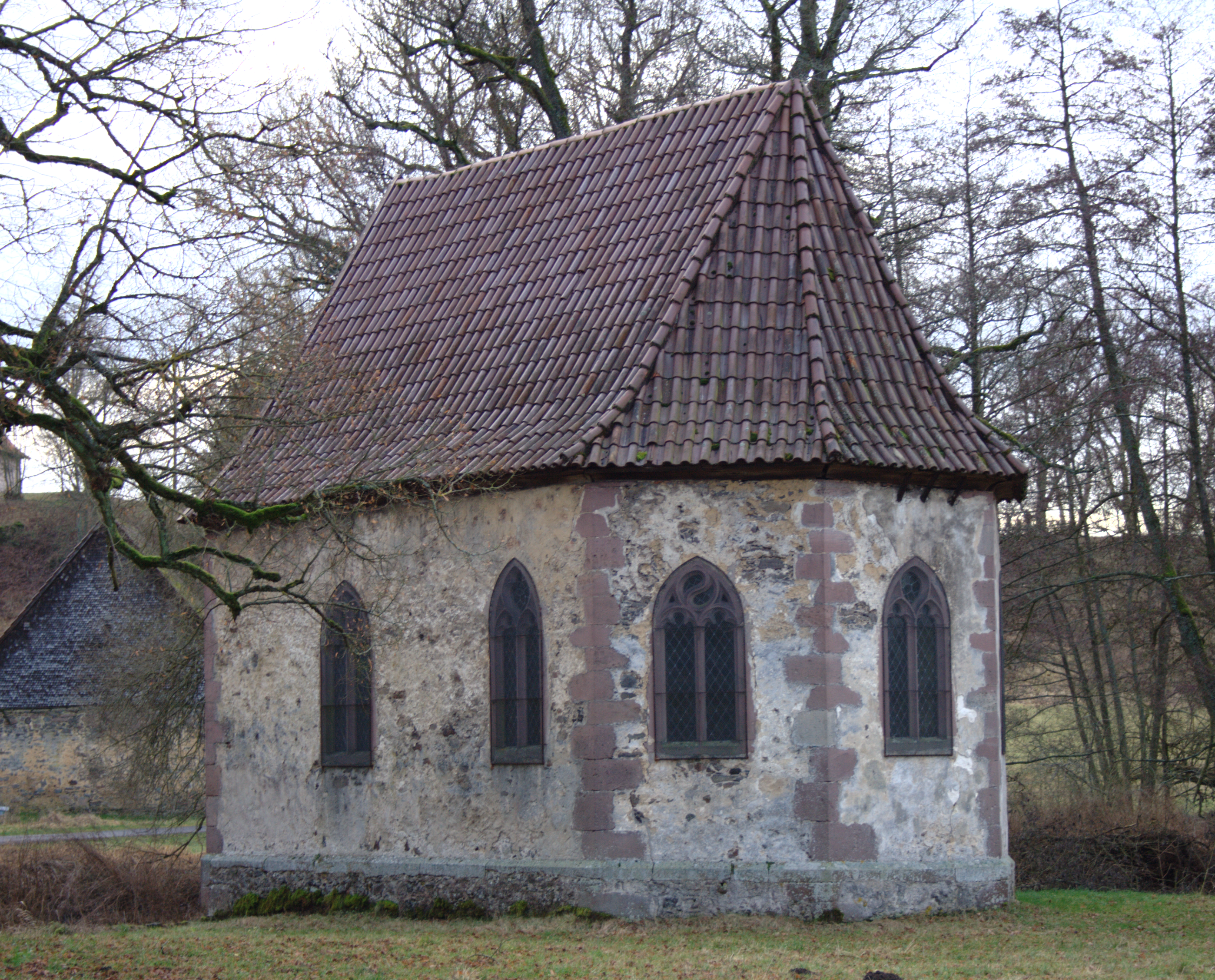
Die Annenkapelle

Hinter dem Graben steigt die Hauptburg empor. Den Torbau des frühen 16. Jahrhunderts flankiert ein vorspringender fünfeckiger Wehrturm des 15. Jahrhunderts, der ursprünglich als Torturm mit Zugbrücke diente und dessen Tor am Anfang des 16. Jahrhunderts vermauert wurde. Die in diesem Tor befindliche einstige Torhalle wurde gleichzeitig mit reichem Netzgewölbe überspannt. Links, östlich der heutigen Tordurchfahrt, entstand 1595 – teilweise in den Graben vorgebaut – ein Renaissanceanbau. Den kleinen Burghof begrenzen an drei Seiten Gebäude. An der Ostseite befindet sich der ehemalige Palas, im Unterbau 16. Jahrhundert, der Oberbau mit Renaissancegiebel und Treppenturm um 1580. An der Westseite steht ein Wohnbau mit gleichen Bauzeiten; an seinem Treppenturm befindet sich ein schönes Steinportal. Die beiden Bauten verbindet an der Südseite ein neugotischer Bau des Architekten Hugo von Ritgen aus der Mitte des 19. Jahrhunderts.
Die Inschrift im Torhaus vermerkt: „Seit 500 Jahren nun pflegen und erhalten die Riedesel Freiherrn zu Eisenbach Erbmarschalle zu Hessen diesen Besitz“.
Die Schlossanlage kann von außen besichtigt werden.

## Schlosspark
Der weitläufige Schlosspark ist für Besucher frei zugänglich. Er wurde als Bergpark angelegt und weist einen reichen Baumbestand auf. Dort steht auch noch die katholische Annenkapelle von 1517 aus vorreformistischer Zeit direkt am Eisenbach. Der Bauherr Hermann IV. von Riedesel errichtete diese auf Wunsch seiner Frau Agnes von Hopffgarten. Zehn Jahre später führte er die Reformation in Lauterbach ein. Die Annenkapelle ist das einzige komplett erhaltene spätgotische Bauwerk in Lauterbach und gewährt damit einen Einblick in die Frömmigkeit der Gläubigen vor der Reformation. Der Friedhof der Familie Riedesel ist in den Park integriert.
Im Park und im erweiterten Parkbereich stehen mehrere monumentale Bäume:

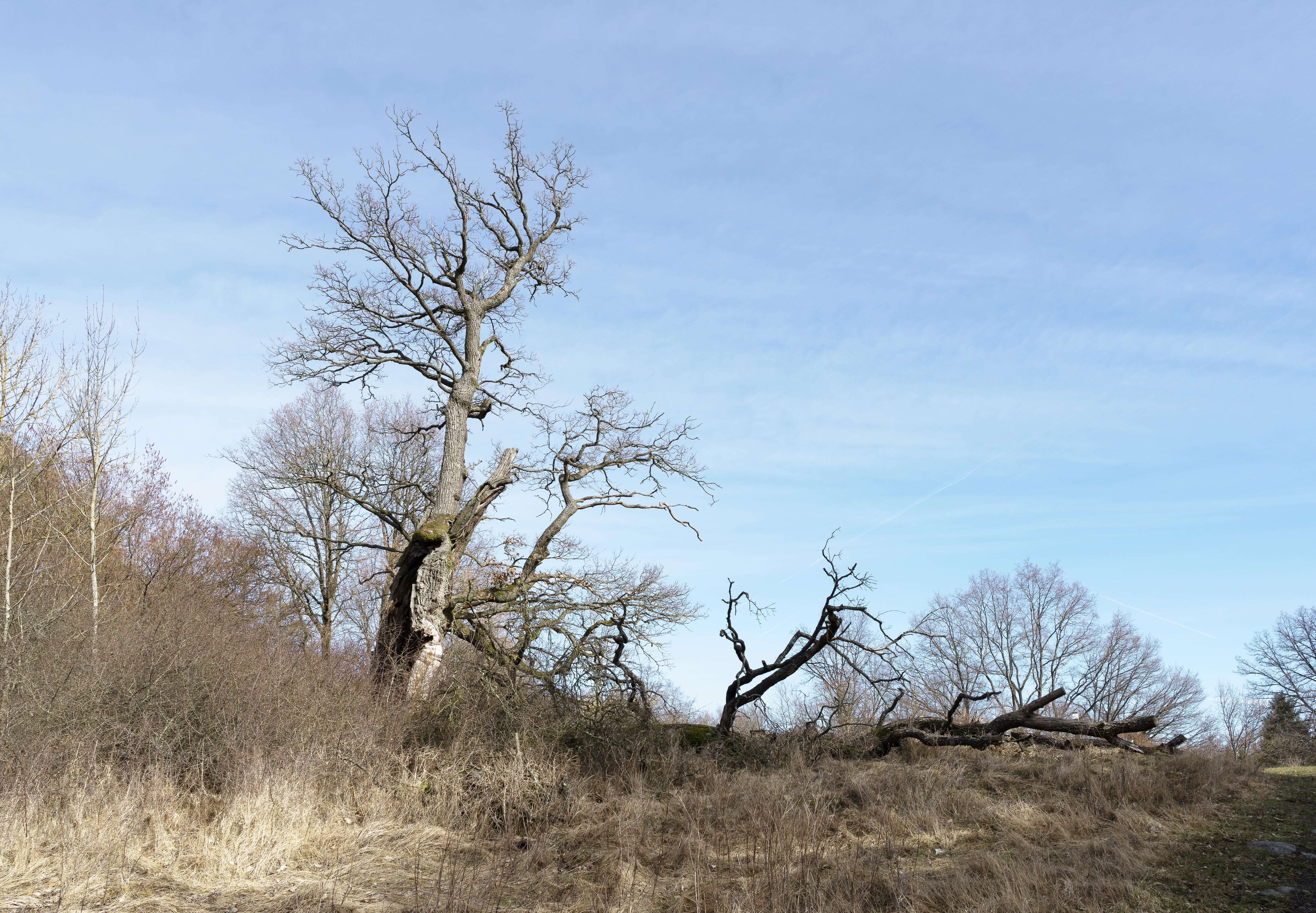
Stieleiche (Quercus robur) - Umfang 6,85 m, Höhe 19 m
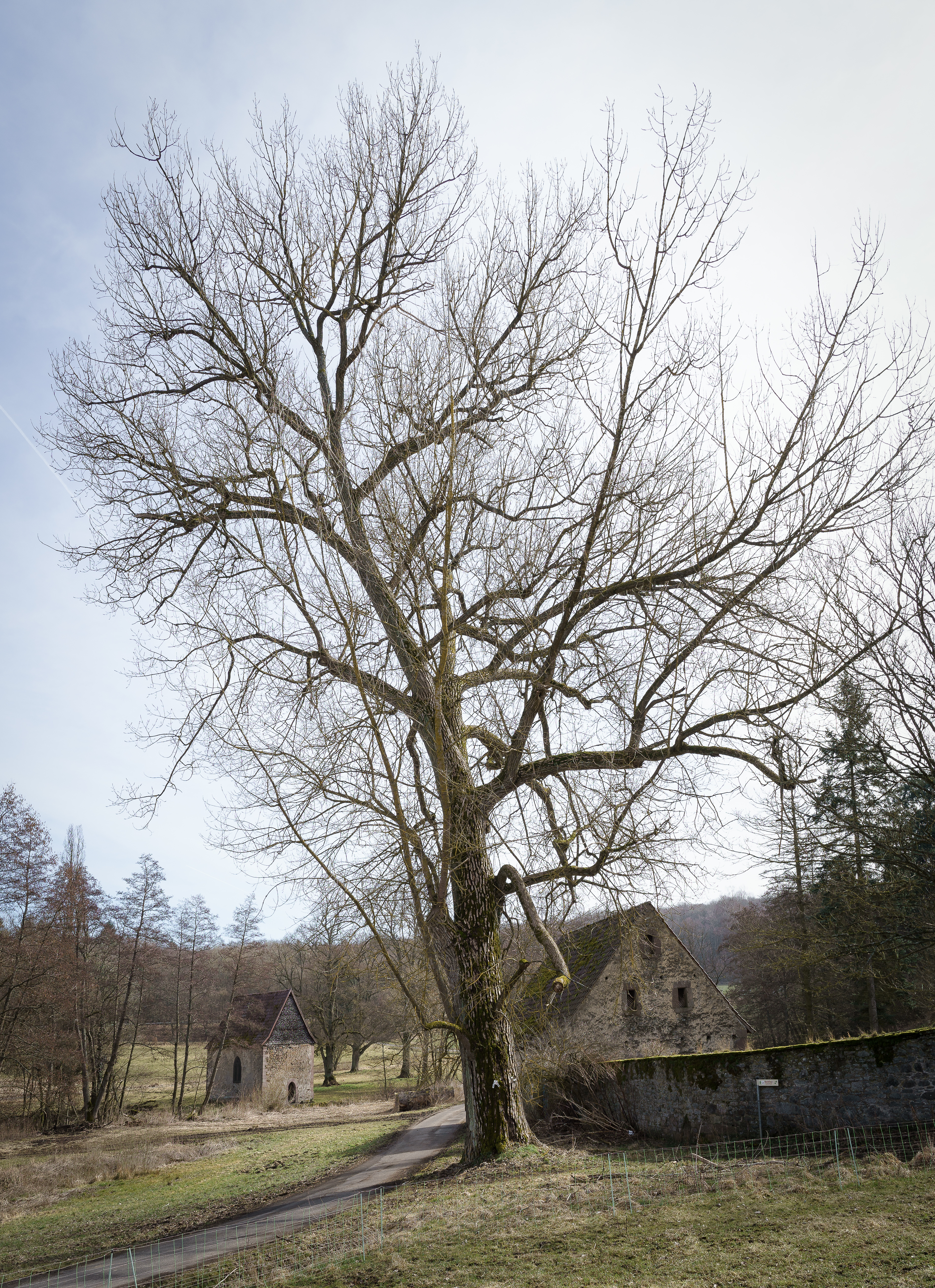
Hybrid-Schwarzpappel (Populus × canadensis) - Umfang 5,44 m, Höhe 32 m
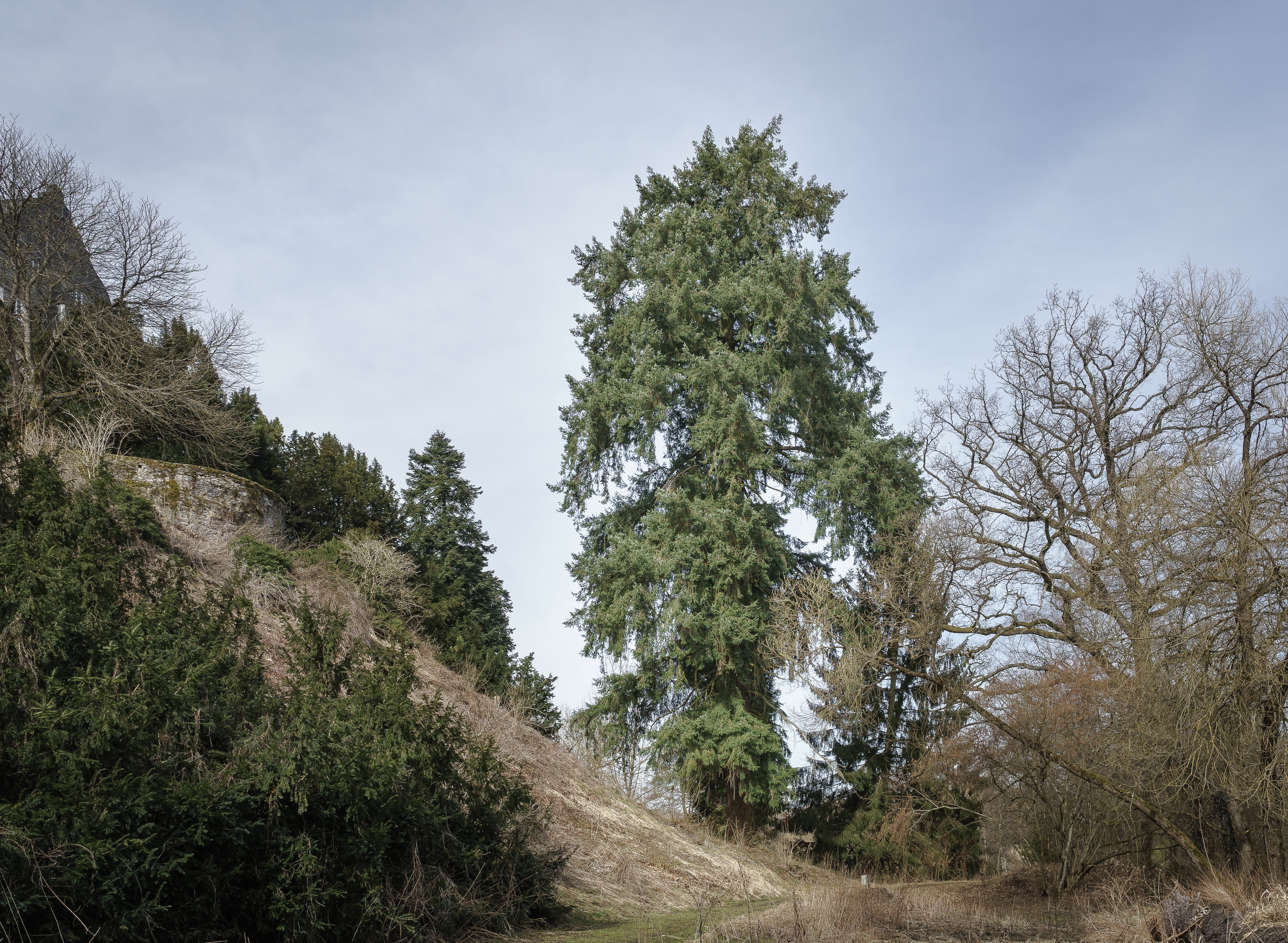
Douglasie (Pseudotsuga menziesii) - Umfang 4,48 m, Höhe 35 m
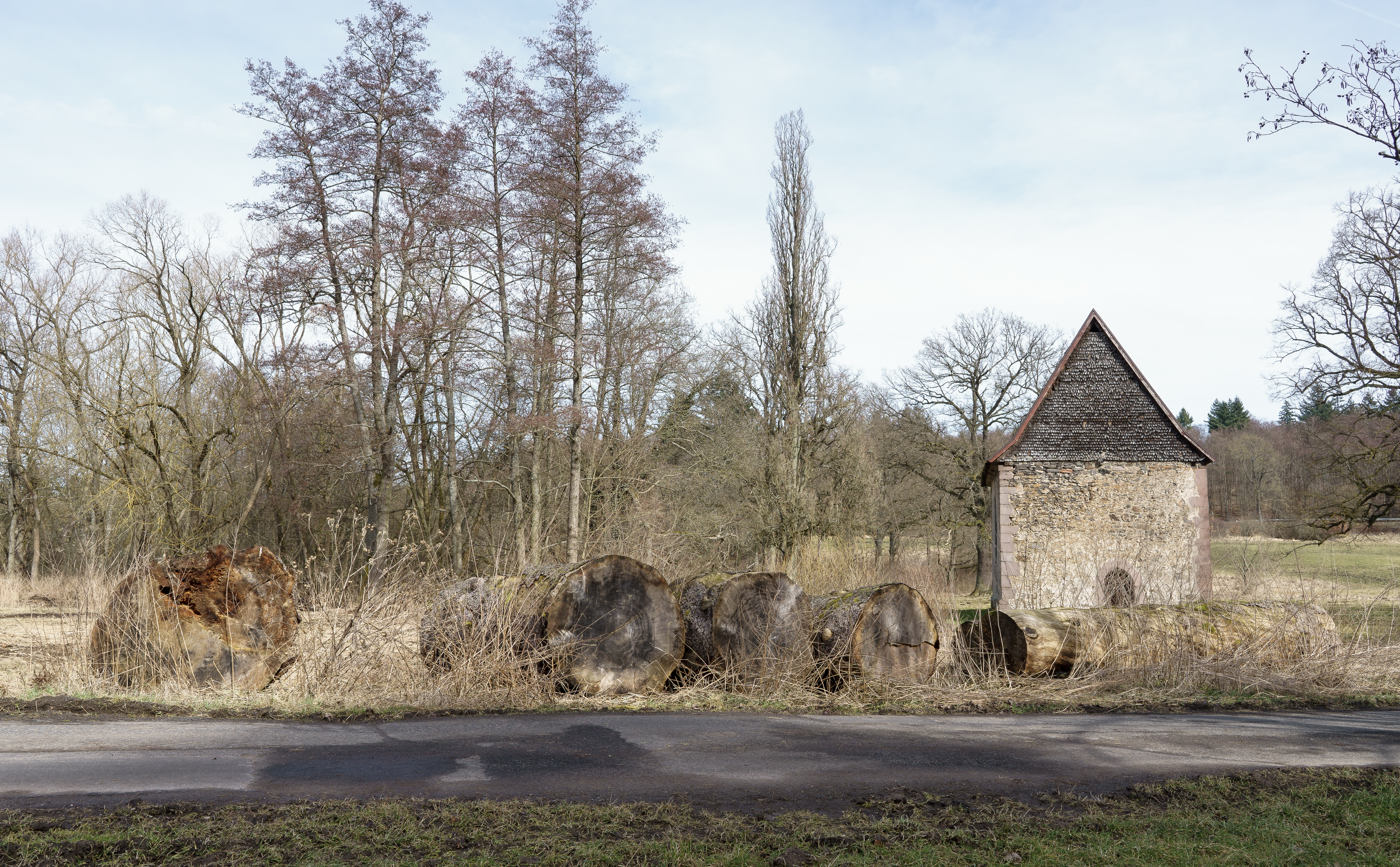
Annenkapelle mit Stammresten einer monumentalen Fichte (einst 45 m hoch)

## Ehemaliger Bahn-Haltepunkt
Die Bahnstation Eisenbach (Oberhess) war bis 1975 ein Haltepunkt an der Oberwaldbahn, die von Stockheim nach Lauterbach (Hess) führte und auf deren früherer Trasse nun der Vulkanradweg von Stockheim nach Lauterbach verläuft. Heute ist hier eine überdachte Rastmöglichkeit am Vulkanradweg eingerichtet. Der Haltepunkt – zum Schluss ein Holzunterstand – besaß früher ein kleines, aus Steinen erbautes Stationsgebäude, das wegen seines schlechten baulichen Zustandes später abgerissen wurde. Die Station diente einerseits als Holzverladepunkt, zum anderen als Zustiegsmöglichkeit für Bewohner und Angestellte von Schloss Eisenbach.